# Энеску, Адриан
Адриан-Флору Энеску (рум. Adrian-Floru Enescu; 31 марта 1948, Бухарест, Румыния — 19 августа 2016, Румыния) — румынский композитор и дирижёр, автор музыки к многочисленным фильмам.

## Карьера
Начал музыкальную карьеру в жанре электронной музыки в 1970—1980-х годах. Окончил консерваторию имени Чиприана Порумбеску в Бухаресте.
Среди его достижений — музыка к популярному сериалу «Комиссар Миклован», вскоре получившая самостоятельную известность, кинотрилогии о приключениях трансильванцев («Пророк, золото и трансильванцы», «Актриса и трансильванцы», «Трансильванцы на диком Западе»), а также балеты, поставленные во многих странах мира.

## Награды
- Медаль «За заслуги перед культурой»[рум.] в категории B «Музыка» (2004)[2].
- UCIN Award for Best Original Score (1992).